# Mechanika pękania
Mechanika pękania – dział mechaniki ośrodków ciągłych z zakresu materiałoznawstwa i wytrzymałości materiałów zajmujący się badaniem zachowania się elementów i układów z karbem, w warunkach obciążenia, podaje ilościowe związki tego zachowania.

## Przedmiot
W mechanice pękania zakłada się, że w rzeczywistym materiale istnieją niedoskonałości w postaci szczelin. Przy wzroście obciążenia szczeliny te powiększają się doprowadzając do zniszczenia (dekohezji) materiału.
Mechanika pękania stara się wyznaczyć jakie jest największe obciążenie materiału, w którym istnieją szczeliny o znanym rozmiarze, bądź jakie są największe szczeliny, które przy zadanym obciążeniu nie doprowadzą do pęknięcia (zniszczenia) materiału.

## Wczesna teoria Griffitha
Pionierem mechaniki pękania był A.A. Griffith, który badając sposób w jaki niszczą się materiały sprężysto-kruche, w 1920 sformułował dwie fundamentalne zasady:
1. Powiększenie się rozmiaru szczeliny powoduje zwiększenie się powierzchni swobodnej w materiale, to z kolei wymaga pochłonięcia pewnej energii. Energia potrzebna do stworzenia jednostki powierzchni materiału jest stałą materiałową.
2. Praca wykonana nad ciałem przez obciążenie zewnętrzne jest zamieniana na energię sprężystą gromadzoną wewnątrz ciała oraz rozpraszana na tworzenie nowych powierzchni (powiększanie szczelin).

Na tej podstawie można napisać wyrażenie określające energię, z którego wynika krytyczna długość szczeliny. Poniżej tej długości praca sił zewnętrznych nie wystarcza do przyrostu powierzchni (szczelina nie może się powiększyć). Powyżej tej długości przyrost energii wystarcza na tworzenie nowej powierzchni – szczelina może się powiększać bez zewnętrznej energii.
W tym ostatnim przypadku, często (zależnie od sposobu obciążenia) przyrost długości szczeliny ma charakter lawinowy, czyli szczelina powiększa się, aż do powstania pęknięcia poprzez całą próbkę materiału. Nadmiar energii przekształca się w energię kinetyczną, która jest słyszalna jako trzask towarzyszący złamaniu.

### Równania teorii

Nieograniczona tarcza poddana rozciąganiu ze szczeliną o długości 2a.

Energia związana ze szczeliną (na jednostkę grubości):
{\displaystyle E_{s}={\frac {\pi \sigma ^{2}a^{2}}{E}}}
Pochodna energii względem a, podwojona zmiana energii związana z przyrostem długości szczeliny – symetryczny wzrost długości z obu stron:
{\displaystyle 2G={\frac {dE_{s}}{da}}=2{\frac {\pi \sigma ^{2}a}{E}}}
Prędkość uwalniania energii:
{\displaystyle G={\frac {\pi \sigma ^{2}a}{E}}}
Energia niezbędna do stworzenia pary powierzchni:
{\displaystyle G_{c}=2\gamma ,}
{\displaystyle \gamma } – jednostkowa energia powierzchniowa.
Warunek powiększenia się szczeliny:
{\displaystyle G\geq G_{c}}
Równość – warunek inicjacji – zachodzi dla:
{\displaystyle 2\gamma E=\pi \sigma ^{2}a}
Warunek ma dwojaką interpretację: jeśli znana jest długość największej szczeliny w materiale, można obliczyć jakie największe naprężenie przeniesie układ:
{\displaystyle \sigma _{cr}={\sqrt {\frac {2\gamma E}{\pi a}}}}
bądź, jeśli znane jest największe naprężenie, któremu poddawana jest konstrukcja, można obliczyć największą długość szczeliny:
{\displaystyle a_{cr}={\frac {2\gamma E}{\pi \sigma ^{2}}}}

## Schematy zniszczenia

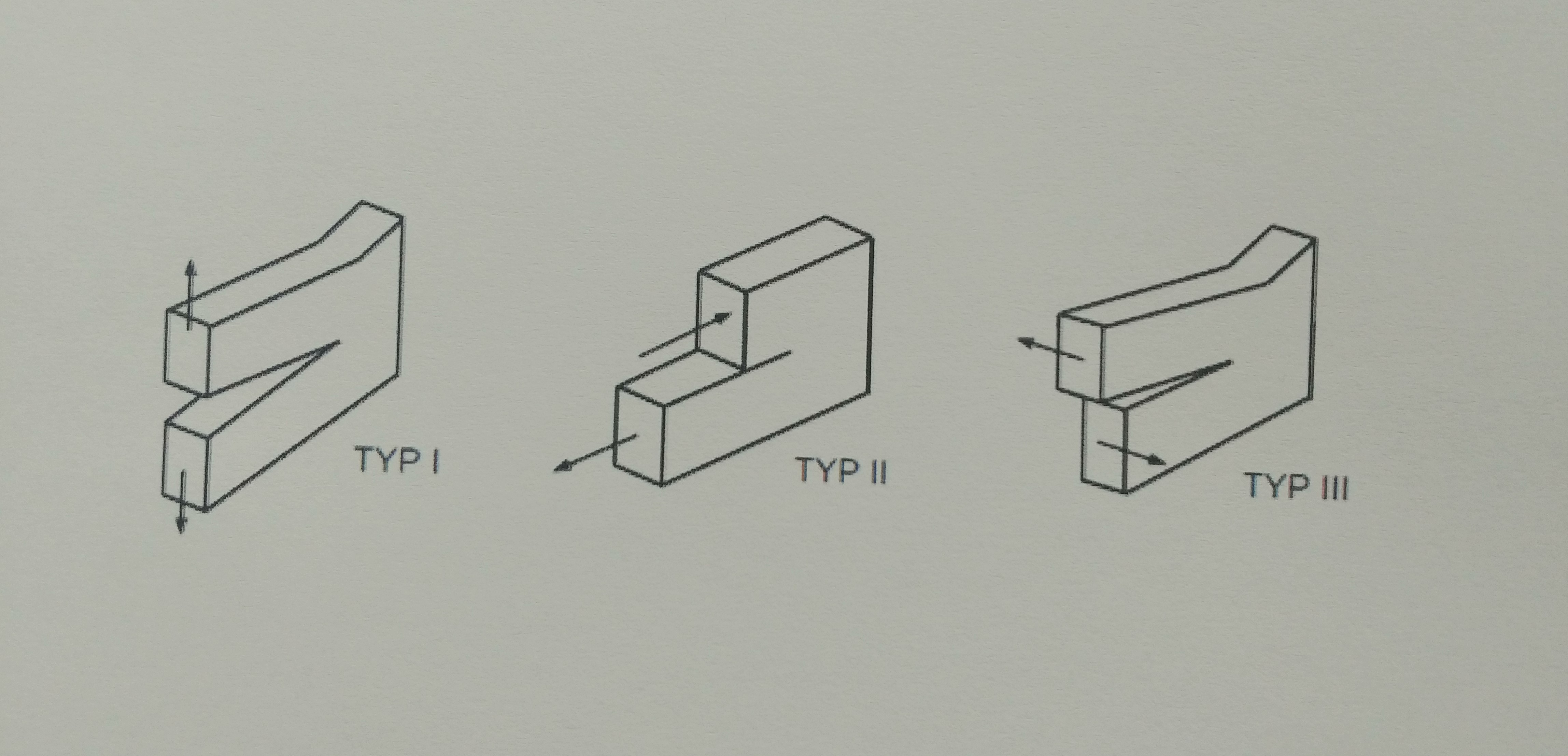
Schematy zniszczenia

Podczas eksploatacji konstrukcji zdarzają się sytuacje, w których element nagle pęka, mimo że naprężenia nie przekroczyły naprężeń dopuszczalnych. W momencie, gdy dochodzi do przekroczenia momentu krytycznego, pęknięcie zaczyna powiększać się niekontrolowanie i towarzyszy temu charakterystyczny dźwięk. Niszczenie materiałów wykonanych z kompozytów warstwowych (laminatach), często związane jest z rozwojem pęknięcia, zwanego rozwarstwieniem. Pękanie w laminatach wzmocnionych włóknami przeważnie zachodzi między poszczególnymi warstwami. Rozpoczyna się ono w osnowie kompozytu i prowadzi do osłabienia oddziaływań pomiędzy polimerem, a włóknami. Jako ostatnie zniszczeniu ulegają włókna, co doprowadza do dalszej propagacji rozwarstwienia.
Ze względu na sposób obciążenia elementu ze szczeliną, można wyróżnić trzy główne typy pękania (I, II, III). W praktyce rzadko kiedy występują one samodzielnie więc częściej spotyka się modele mieszane np. I+II.
- typ I – czyste rozrywanie (otwieranie pęknięcia) – rozciąganie powierzchni szczelin w przeciwnych kierunkach, prostopadłych do płaszczyzny pęknięcia,
- typ II – ścinanie wzdłużne – powierzchnie szczeliny ślizgają się po sobie w wyniku działania ścinającego przyłożonego równolegle do płaszczyzny pęknięcia,
- typ III – ścinanie poprzeczne – powierzchnie szczeliny przesuwają się po sobie w kierunku równoległym do frontu szczeliny.

## Liniowa mechanika pękania
W połowie XX w. dostrzeżono skalę strat jaką powoduje kruche pękanie, zaczęto więc rozwijać i uzupełniać koncepcje Griffitha oraz stosować mechanikę pękania w projektowaniu.
Uogólniono rozwiązanie Griffitha na dowolną geometrię próbki, układ obciążenia i położenie szczeliny poprzez wprowadzenie współczynnika intensywności naprężeń. Współczynnik ten pojawia się zamiast stałej w równaniu energetycznym na krytyczną długość szczeliny.
Współczynnik ten jest podawany w tablicach, więc można sprawdzić, jaka jest dla danego przypadku krytyczna długość szczeliny.
Częściowo uogólniono koncepcję mechaniki pękania na ciała nie zachowujące się w sposób typowo kruchy, gdzie pomierzona energia niezbędna do utworzenia nowej powierzchni nie dawała poprawnych wyników przy obliczeniu krytycznej długości szczeliny. Wprowadzono energię pochłanianą przy pękaniu.
Dalszym rozszerzeniem było uwzględnienie materiałów wyraźnie plastycznych, gdzie przed czołem szczeliny tworzy się wyraźna strefa odkształceń plastycznych. Rozróżniono rzeczywistą długość szczeliny i obliczeniową długość szczeliny, co pozwala prowadzić obliczenia w sposób analogiczny jak dla materiałów sprężysto-kruchych.